# Urban Rivals
Urban Rivals este un joc multiplayer online.